# Salix interior
Salix interior — вид квіткових рослин із родини вербових (Salicaceae).

## Морфологічна характеристика
Це дерево чи кущ 4–9 метрів заввишки. Гілки від сіро-коричневого до червоно-коричневого забарвлення, голі чи ворсинчасті; гілочки від жовто-коричневих до червоно-коричневих, щільно запушені чи ворсинчасті до голих. Листки на ніжках 1–5(9) мм; найбільша листкова пластина від лінійної до ременеподібної, 60–160 × 4–11 мм; краї плоскі, віддалено шиповидно-пилчасті (зубців 2–5 на см); верхівка гостра чи гострувата; абаксіальна (низ) поверхня тонко-сиза, щільно ворсинчаста чи довго-шовковиста до майже голої; адаксіальна (верх) поверхня злегка блискуча, ворсиста чи густо ворсинчаста до голої; молода пластинка червонувата чи жовтувато-зелена, від помірно густої до рідкої довго-шовковистої абаксіально. Сережки: тичинкові 20–61 × 4–10 мм; маточкові 20–67 × 5–9 мм. Коробочка (4)5–8(10) мм. 2n = 38. Цвітіння: початок квітня — початок липня.

## Середовище проживання
Мексика, Канада і США (Аляска, Альберта, Арканзас, Британська Колумбія, Колорадо, Коннектикут, Делавер, Округ Колумбія, Іллінойс, Індіана, Айова, Канзас, Кентуккі, Луїзіана, Мен, Манітоба, Мериленд, Мексиканська затока, Північний схід Мексики, Мічиган, Міннесота, Міссісіпі, Міссурі, Монтана, Небраска, Нью-Брансвік, Нью-Джерсі, Нью-Мехіко, Нью-Йорк, Північна Дакота, Північно-Західна територія, Огайо, Оклахома, Онтаріо, Пенсільванія, Квебек, Саскачеван, Південна Дакота, Таджикистан, Теннессі, Техас, Вермонт, Вірджинія, Західна Вірджинія , Вісконсин, Вайомінг, Юкон). Населяє піщані чи замулені заплави, околиці озер, ставків і пустель, сухі піщані пагорби прерій, болота, порушені території; 10–1800 метрів.

## Використання
Рослина збирається з дикої природи для місцевого використання як їжа, ліки та джерело матеріалів.

## Галерея

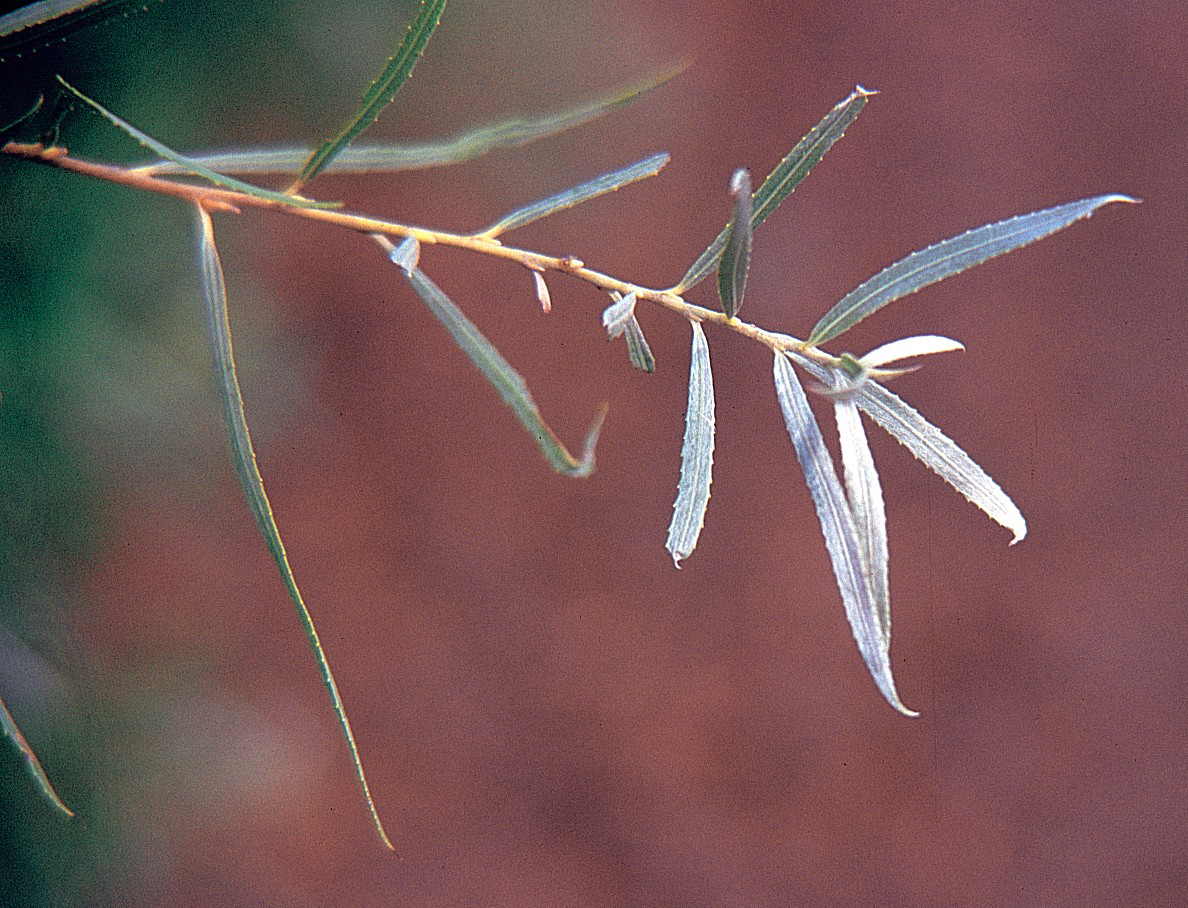
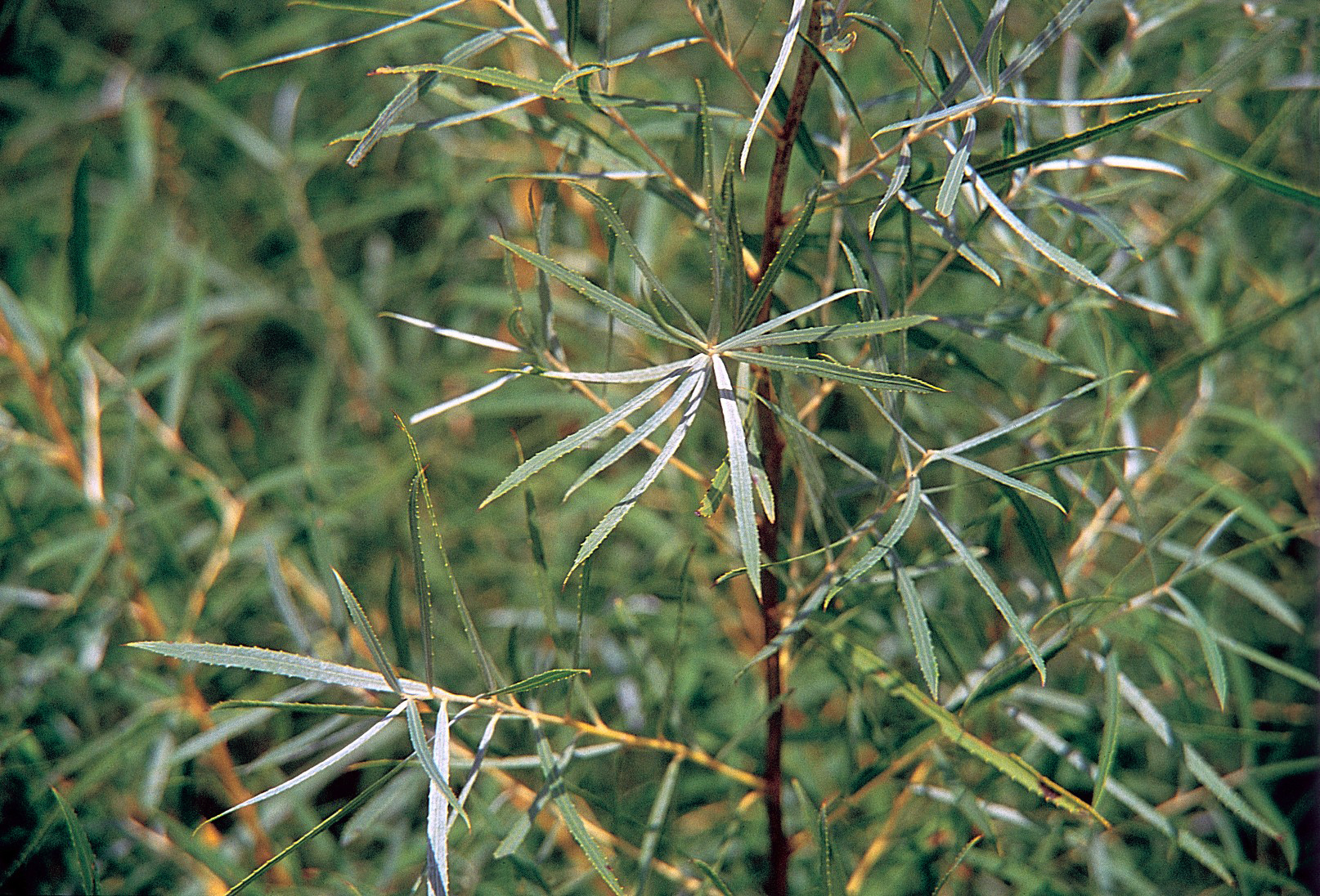
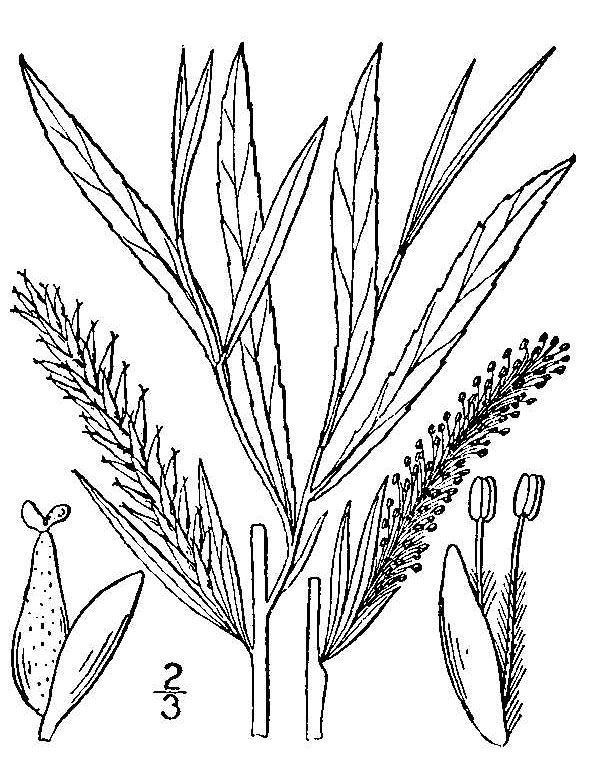